# Edgar Peña Parra
Edgar Peña Parra (ur. 6 marca 1960 w Maracaibo) – wenezuelski duchowny rzymskokatolicki, doktor prawa kanonicznego, dyplomata watykański, arcybiskup, nuncjusz apostolski w Pakistanie w latach 2011–2015, nuncjusz apostolski w Mozambiku w latach 2015–2018, substytut ds. ogólnych w Sekretariacie Stanu od 2018.

## Życiorys
23 sierpnia 1985 otrzymał święcenia kapłańskie i został inkardynowany do archidiecezji Maracaibo. W 1989 rozpoczął przygotowanie do służby dyplomatycznej na Papieskiej Akademii Kościelnej. 
8 stycznia 2011 został mianowany nuncjuszem apostolskim oraz biskupem tytularnym Thelepte. 3 lutego został skierowany do pracy w Pakistanie. Sakry biskupiej 5 lutego 2011 udzielił mu w Rzymie papież Benedykt XVI wraz z kardynałami Angelo Sodano i Tarcisio Bertone.
21 lutego 2015 został przeniesiony do nuncjatury apostolskiej w Mozambiku. 15 sierpnia 2018 papież Franciszek mianował go Substytutem do Spraw Ogólnych w Sekretariacie Stanu Stolicy Apostolskiej. Urząd objął 15 października 2018, zastępując na nim Giovanniego Angelo Becciu.